# San Isidro Alta Huerta
San Isidro Alta Huerta är en ort i Mexiko.   Den ligger i kommunen Hidalgo och delstaten Michoacán de Ocampo, i den södra delen av landet, 160 km väster om huvudstaden Mexico City. San Isidro Alta Huerta ligger 2 190 meter över havet och antalet invånare är 1 758.
Terrängen runt San Isidro Alta Huerta är huvudsakligen kuperad, men åt nordost är den bergig. Runt San Isidro Alta Huerta är det ganska tätbefolkat, med 90 invånare per kvadratkilometer. Närmaste större samhälle är Ciudad Hidalgo, 9,2 km öster om San Isidro Alta Huerta. I omgivningarna runt San Isidro Alta Huerta växer huvudsakligen savannskog.